# Pine Island (Minnesota)
Pine Island es una ciudad ubicada en el condado de Goodhue en el estado estadounidense de Minnesota. En el Censo de 2010 tenía una población de 3263 habitantes y una densidad poblacional de 224,53 personas por km².

## Geografía

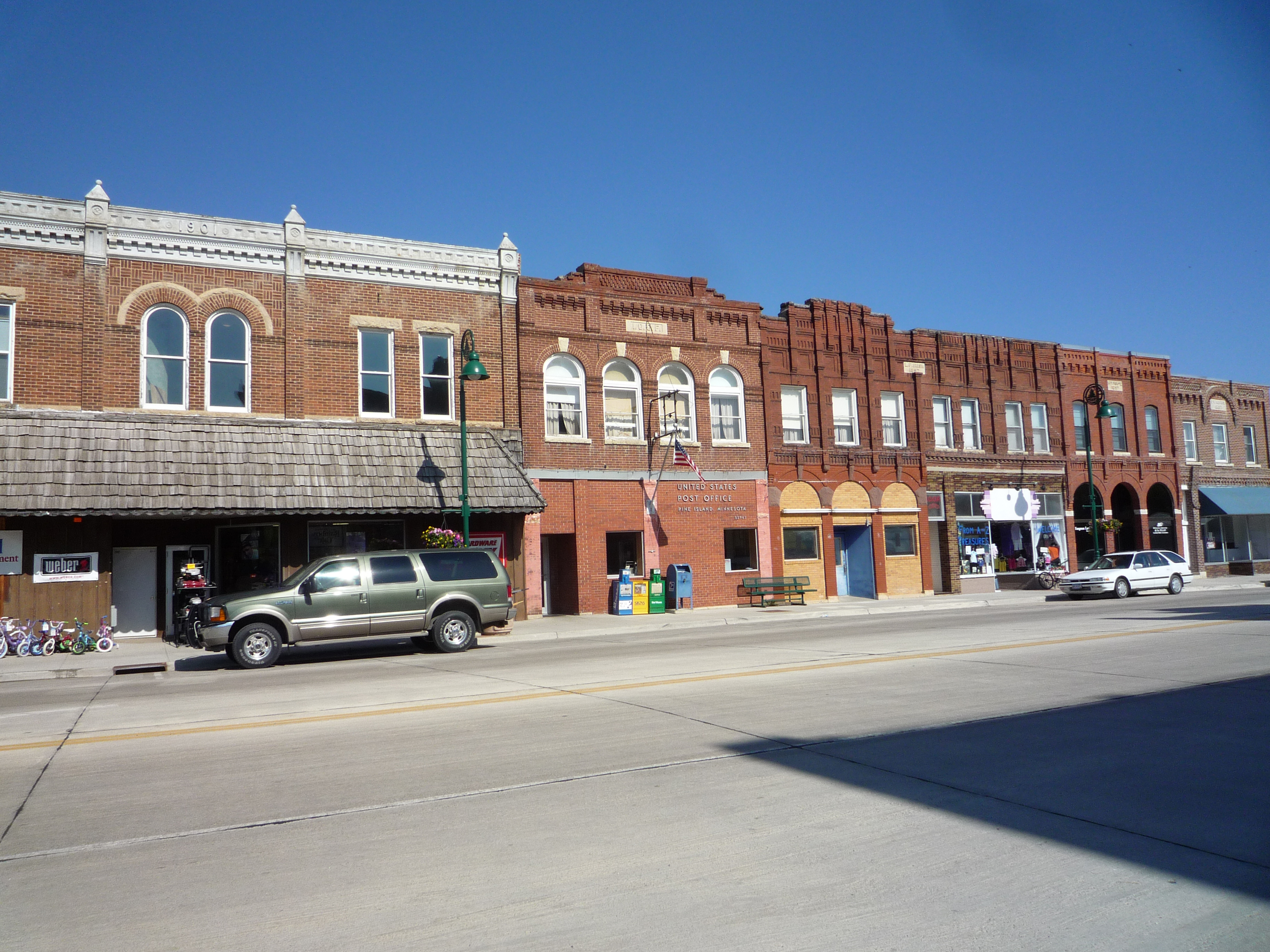
Centro de la ciudad

Pine Island se encuentra ubicada en las coordenadas 44°11′53″N 92°37′43″O / 44.19806, -92.62861. Según la Oficina del Censo de los Estados Unidos, Pine Island tiene una superficie total de 14.53 km², de la cual 14.47 km² corresponden a tierra firme y (0.43%) 0.06 km² es agua.

## Demografía
Según el censo de 2010, había 3263 personas residiendo en Pine Island. La densidad de población era de 224,53 hab./km². De los 3263 habitantes, Pine Island estaba compuesto por el 96.6% blancos, el 0.89% eran afroamericanos, el 0.12% eran amerindios, el 0.83% eran asiáticos, el 0.12% eran isleños del Pacífico, el 0.12% eran de otras razas y el 1.32% pertenecían a dos o más razas. Del total de la población el 1.72% eran hispanos o latinos de cualquier raza.